# Наказной гетман
Наказной гетман, гетман наказный или назначенный гетман — должность и персона (гетман), исполнявшая обязанности гетмана Войска Запорожского по назначению и без признания сейма, то есть временно.

## История
2 июня 1572 года король Польско-литовской республики Сигизмунд II Август подписал универсал о создании реестрового казацкого войска Вооружённых сил республики. Тогда же были наняты для польской службы первые 300 казаков. Они давали присягу на верность королю и должны были, находясь в полной готовности, отражать вторжения османов перекопских и крымских татар на территорию Польско-литовской республики, участвовать в подавлении выступлений крестьян, мещан и казаков восстававших против панов и магнатов (шляхты), и участвовать в походах на Русское царство и Крымское ханство. Для руководства реестровыми казаками назначался коронный гетман. Первые малороссийские гетманы появились во время Стефана Батория, давшего днепровским казакам реестровую организацию и право избрания предводителя под именем гетман. 
Гетман наказный избирался казацкой старши́ной или назначался генеральной старши́ной, в основном из своего же числа, в случае смерти, смещения (в этих случаях наказной гетман исполнял обязанности до избрания постоянного гетмана) или длительного отсутствия гетмана (атамана).
Также наказной гетман назначался (как правило, самим гетманом, чаще всего — из числа генеральных старшин или полковников) для руководства походом казацкого войска, когда гетман оставался в своей резиденции или по другим причинам, когда гетман не мог сделать этого лично (например, во время дипломатических переговоров).
Назначение наказного гетмана оформлялось универсалом, а с 20-х годов XVIII века — царским указом.

## Персоналии
Некоторые наказные гетманы возглавляли Войско Запорожское на протяжении нескольких лет (представлены не все):
- Д. Дорошенко — (1633)
- Я. Сомко[7] (1660—1663)
- Г. Дорошенко — (1668)
- А. Дорошенко —  (1674),
- C. Самусь (1693—1702),
- П. Полуботок[8] (1722—1724).